# 拜王桥
29°59′57″N 120°34′54″E / 29.999281°N 120.581731°E
拜王桥为位于中国浙江省绍兴市越城区府山直街南端、鲁迅西路南侧的一座南北向单孔五折边石拱桥，始建于唐代，因吴越王钱镠平董昌之乱后郡人拜谒于此得名，后曾名登瀛桥、丰乐桥、反帝桥等，现为清康熙二十八年（1689）重修。
桥长16.30米，宽3.22米，净跨5米，券高3.50米，南北两侧各沿6级和8级台阶而上，拱券采用纵联分节并列砌筑，其中一块石栏和两侧桥拱上仍存文革时所刻反帝桥三字。